# مايك آدمسون (لاعب كرة قدم)
مايك آدمسون (بالإنجليزية: Mike Adamson)‏ هو لاعب كرة قدم بريطاني في مركز الهجوم، ولد في 6 سبتمبر 1949 في فورفار ‏ في المملكة المتحدة. لعب مع نادي كوينز بارك.